# Émile Bertin
Pour les articles homonymes, voir Émile Bertin (artiste) et Bertin.
Louis-Émile Bertin dit Émile Bertin, né le 23 mars 1840 à Nancy et mort le 22 octobre 1924 à La Glacerie (Manche), est un savant, ingénieur du génie maritime et inventeur français.
Auteur de nombreuses innovations dans la marine militaire et civile, Émile Bertin fit les plans et participa à la construction d'environ 150 bâtiments de surface. Créateur de la marine militaire japonaise durant l'ère Meiji — il passa quatre ans au Japon —, il fut ensuite à la tête des constructions navales françaises pendant une décennie.
Il conduisit ainsi la France, dès 1898, au deuxième rang des marines mondiales, derrière le Royaume-Uni. Il est l'auteur de plus de 50 ouvrages ou mémoires scientifiques et techniques.

## Jeunesse et études
Fils de Pierre Bertin et d'Anne Merdier, orphelin de père à trois ans et demi, il fut élevé par sa mère. Il perdit pendant la même période son jeune frère Julien, décédé de la grippe, comme son père. Il entra à l'École polytechnique à l'âge de 18 ans. Deux ans plus tard, il opta pour le corps du Génie maritime.
À sa sortie de l'école d'application en 1863, Émile Bertin fit ses premières armes à l'arsenal de Cherbourg, il y apprit son métier et se trouva souvent en présence de problèmes pratiques qui l'obligèrent à observer, à réfléchir et à innover. Entre 1863 et 1871, il hésitera entre la construction navale et le droit.
En 1871, Émile Bertin, ingénieur au sein de l'escadre du Nord, fut autorisé à présenter sa thèse de doctorat en droit, à Caen, intitulée : La Possession des immeubles. Cette thèse fut considérée comme remarquable. Le président du jury, le célèbre juriste Charles Demolombe, l'engagea à passer l'agrégation et à quitter la marine pour se consacrer à la recherche des lois qui règlent les rapports entre les individus et les pays. On remarque que « sa pensée était forte et audacieuse et mise au service d'un style admirable. »

## Génie de la recherche et de l'invention
Dès 1864, ingénieur de première classe du Génie maritime, il se fit connaître par d'importants travaux sur l'assainissement et la ventilation des navires à vapeur, en particulier des transports, pour éviter les épidémies à bord. Des essais furent effectués sur le Calvados, un transport de chevaux, et le Mytho, un transport de troupes, bâtiments de sa conception assurant des liaisons vers la Cochinchine, qui obtinrent un plein succès. On note aussitôt une grande diminution des malades à bord des navires à vapeur et l'on compte jusqu'à 75 % de mortalité en moins. Immédiatement, la plupart des principaux types de navires à vapeur de guerre et de commerce furent munis de son système de ventilation. L'Académie des sciences nota qu'en « présence de l'intérêt incontestable que présente son travail sur la ventilation des navires, décide de faire imprimer cette étude, quoiqu'elle dépasse en étendue les limites règlementaires… ». Un système de ventilation amélioré sera installé, par la suite, sur l'Annamite prototype de navire dit « transport hôpital"» destiné aux traversées sous les tropiques dont Émile Bertin suivit la construction à Cherbourg après en avoir dressé les plans notamment pour les interventions françaises en Extrême-Orient.
Début 1866, il étudiera les questions de haute mécanique particulièrement ardues sur les vagues, les lois des mouvements de l'eau, de la houle, du roulis, du tangage, de l'action sur les navires d'une mer agitée ; pour lui, « il n'y a pas de science véritable indépendante de la pratique ». En même temps qu'il était un ardent défenseur de la stabilité, des qualités nautiques du navire, Émile Bertin était aussi un inconditionnel de la vitesse. Il écrivit de nombreuses études sur ces sujets. Il inventa la manche à air. Il étudia également les problèmes de renflouement des navires, un procédé de conservation des carènes par l'action électrique, effectua des travaux sur les progrès de la thermodynamique en France. Il mesura les effets, grâce aux observations réalisées à l'aide d'un savant et ingénieux oscillographe double de sa création, dont les expériences concluantes avaient été menées à bord du Crocodile, des petites quilles latérales antiroulis dont il fut l'inventeur, au cours d'essais en mer en 1867 et 1868 à bord du vaisseau cuirassé Magenta et des frégates cuirassées Savoie et Flandre. Il inventa également les grilles à roulis qui viennent compléter efficacement et harmonieusement l'ensemble que ne tardèrent pas à adopter tous les constructeurs de navires à travers le monde. Le dernier modèle de ces « stabilisateurs » au milieu du XXe siècle équipait des paquebots tels que le Maroc de la Compagnie transatlantique et les Andes de la Royal Mail.
En 1874, à Cherbourg (Cherbourg-en-Cotentin depuis 2016), Émile Bertin se singularisa lors du naufrage près du cap de la Hague du grand vapeur anglais Pascal. Il publia d'ailleurs par la suite un mémoire, paru en 1875 chez l'éditeur Berger-Levrault, relatant les péripéties du sauvetage du navire.

## Pendant la guerre franco-allemande
En juillet 1870, les hostilités entre la Prusse, la France et quelques États allemands, virent Émile Bertin désigné pour prendre en charge, à l'arsenal, la production de matériel d'artillerie et celle des munitions pour les besoins de la force navale, importante dans le cadre du plan préétabli par le ministre de la Marine l'amiral Charles Rigault de Genouilly (1807-1873) dit de « diversion de la Baltique », ainsi que l'armement destiné à la division de la Basse Seine.
Au mois de décembre de la même année, il fut chargé par le commandant de l'armée du Cotentin, d'établir une ligne de défense efficace à hauteur de Carentan où pourrait se replier, en cas de besoin, la division défendant le Calvados. Après étude de la topographie, l'ingénieur du Génie maritime qu'il était décida d'utiliser le débit de la rivière Douve pour obtenir une forte inondation de la zone marécageuse entre Carentan et la côte ouest du Cotentin, après avoir bloqué les portes de l'écluse de la Barquette, en contact avec la mer. Émile Bertin garnit la ligne de défense par quelque trente-six grosses pièces de marine adaptées sur affût ou plate-forme à des endroits judicieux et stratégiques. Les Prussiens ne vinrent pas. Ils ne dépassèrent pas Lisieux, en raison de l'armistice. Ce système de défense sera reproduit en 1940 pour se protéger de l'avancée des blindés de Rommel, puis par les Allemands en 1944 pour se protéger d'un débarquement allié en Normandie.

## Un savant de notoriété universelle – Le caisson Bertin
Après cette période à terre en guerre, il reprit ses activités de chercheur et de constructeur : garantir la stabilité des navires revient en leitmotiv chez Émile Bertin ; aussi, en 1871/1872, il inventa et proposa un système révolutionnaire de protection des navires par tranche protectrice de la flottaison ou tranche cellulaire. Plus tard, une ceinture de cuirasse, sur les navires de combat recouvrit entièrement la tranche cellulaire qui pouvait présenter toutes les épaisseurs possibles.
Ce système de cloisonnement était une conception fort en avance sur son temps. Son invention ne connut tout d'abord aucun succès. La première expérimentation de ses travaux fut effectuée par la marine italienne, dès 1875, sur les grands bâtiments Italia et Lepanto, de 14 000 tonnes. En 1881, enfin, il fut détaché à Saint-Nazaire pour suivre les travaux de construction du remarquable éclaireur d'escadre Milan dont il établit les plans et qui constituait un navire de nouveau type. Il fut suivi, pour l'ingénieur Bertin, de la construction du Sfax, premier bâtiment et premier croiseur à tranches cellulaires. Ce bâtiment fut lancé le 26 mai 1884 à Brest. Son système était reconnu. Ses plans furent appliqués et les coques furent ainsi notablement plus résistantes aux abordages, aux explosions en particulier sous-marines. Jusqu'en 1880, on mettait encore partout en chantier des croiseurs en bois. Dès 1885, grâce à son invention, on comptait sur la planète en chantier ou à flot 17 navires à flottaison cellulaire. En 1896, il y en avait déjà 220 !
La création de la tranche cellulaire dite « caisson Bertin » entraîna pour lui une renommée de savant. Le dispositif de cloisonnement qu'il avait découvert allait ainsi bouleverser la structure des navires de guerre et de commerce. Sa réputation devint mondiale et la plupart des pays maritimes adoptèrent son procédé révolutionnaire. Émile Bertin, au cours de sa carrière militaire, rencontra à plusieurs reprises lors d'entretiens privés, François d'Orléans, prince de Joinville (1818-1900), vice-amiral et troisième fils du roi Louis-Philippe. Le prince de Joinville avait publié dans la Revue des deux Mondes, d'importantes études sur la marine et fut un des promoteurs les plus ardents de la transformation de la flotte.

## Mission exceptionnelle au Japon impérial
L'ingénieur en chef de 2e classe du Génie maritime Émile Bertin, chef de la section des constructions navales à Brest, allait rester cinq ans en Bretagne, jusqu'en 1885, avant de partir avec son épouse Anne Françoise et ses trois enfants – Charles-Émile Bertin, Henri Bertin, Anne Antoinette dite Anna Bertin – en mission exceptionnelle de coopération technique française au Japon, à la demande de l'empereur Mutsuhito et du gouvernement japonais.
Le Japon souhaitait alors édifier une puissance maritime, il fit donc appel à Émile Bertin dont la renommée avait atteint l'archipel. Émile Bertin avait alors 46 ans. Aussi, le 2 octobre 1885, le gouvernement japonais faisait exprimer au gouvernement français par l'intermédiaire du marquis Mochi-Aki Hachisuka, envoyé extraordinaire et ministre plénipotentiaire de l'empereur du Japon à Paris son désir de voir détacher dans l'empire du Soleil Levant l'un des plus éminents ingénieurs français des constructions navales, Émile Bertin.
Le 12 octobre 1885, le président du Conseil Charles de Freycinet, annonçait au ministre du Japon le consentement des autorités françaises et le 27 octobre 1885, Bertin signait à la légation du Japon le contrat qui devait débuter le 2 février 1886 (19e année du Meiji). Prévu pour trois ans, le contrat fut prolongé d'une année et ne prit fin qu'au mois de mars 1890. Pour rendre efficace la collaboration de Bertin, le gouvernement japonais lui donna le rang élevé de Takaku Yaku nin et Chokunin. Ainsi, comme haut fonctionnaire et conseiller particulier de l'empereur Mutsuhito, il put avoir des contacts quotidiens dans les meilleures conditions possibles, sans problème de hiérarchie, avec les officiers généraux de la marine impériale et avec tous les dignitaires du régime comme Yorimitchi Saigo, Hirobumi Ito, Yamagata Aritomo, Kaoru Inoue, le ministre des Affaires étrangères du Japon.
Au début de l'année 1886, les relations du Japon avec la Chine s'envenimaient. Le Japon ne possédait pas de navire capable de s'opposer aux deux cuirassés de 7 400 tonnes que la Chine venait de faire construire, à Stettin, en Allemagne.

## Le créateur de la marine militaire japonaise à l'ère Meiji

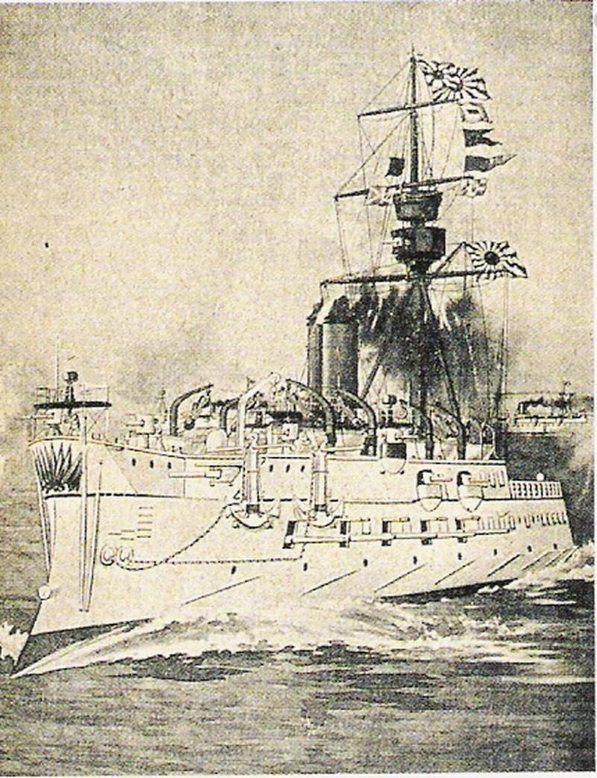
Le Matsushima, vaisseau amiral de la marine japonaise construit sous la direction de Bertin.

La première tâche qui s'imposa donc à Émile Bertin, quand il arriva à Tokyo, fut de mettre un terme à l'infériorité de la flotte japonaise vis-à-vis de la flotte chinoise. Sa réputation mondiale dans le domaine de la construction navale allait lui permettre de réaliser un programme ambitieux de bâtiments qui comportait toutes ses conceptions concernant la stabilité, le cloisonnement par tranches cellulaires, la ventilation, la vitesse et un fort armement qui sera approuvé par le Mikado et le gouvernement japonais sans restriction ni réserve.
Bertin fut chargé de toutes les constructions navales du pays, les marchés étaient soumis à sa décision. Sa probité était reconnue de tous. Il se consacra entièrement à une œuvre monumentale avec un aide de camp en la personne du jeune ingénieur Shôzo Sakurai, son ancien élève de l'École du génie maritime de Cherbourg, qui était comme lui un bourreau de travail, et constitua son bureau d'études avec ses brillants anciens élèves, notamment : Shôzo Sakurai (déjà cité), Genkizi Wakayama et Hajimé Tatsumi.
Sur les plans d'Émile Bertin, furent donc construits trois bâtiments de 4 300 tonnes, baptisés garde-côtes à leur naissance, pour la satisfaction d'un programme naval défensif, le Matsushima et le Itsukushima construits à La Seyne-sur-Mer et le Hashidate à l'arsenal de Yokosuka, et quatre croiseurs modèle Armstrong de 3 000 à 4 000 tonnes, dont trois construits en Angleterre et un à Yokosuka. Les garde-côtes portaient chacun, dans une tourelle blindée, un canon d'une puissance extraordinaire pour l'époque. Il y avait de plus à bord douze canons à tir rapide. La protection était assurée par tranches cellulaires, semblable à celles du Sfax. À ces quatre croiseurs s'ajoutait un cinquième, le Chiyoda, construit en Angleterre, de déplacement inférieur (2 400 tonnes), de vitesse un peu moindre, avec le même armement, dont la protection mérite une mention spéciale. Son entrepont cloisonné, établi au-dessus du pont blindé, était entouré d'une légère ceinture de cuirasse ; il était par cette disposition le modeste mais incontestable précurseur du fameux dreadnought dont le premier sera mis en chantier par les Britanniques, fin 1905.
Émile Bertin établit encore les plans et ordonna la construction, avec l'accord du gouvernement japonais, d'un aviso rapide, éclaireur de 1 609 tonnes, le Yaeyama, qui atteindra 22 nœuds (aux essais plus de 40 km/h), ce qui pour l'époque était une performance extraordinaire. Elle fut rendue possible par la qualité des matériaux utilisés et l'emploi d'un nouveau type de chaudière ; un bâtiment jumeau sera aussi construit à Yokosuka.
Sur le plan tactique, Bertin préconisa la vitesse, la puissance de feu et la formation de combat en ligne de file. Les Japonais surent en tenir compte. Émile Bertin réorganisa de fond en comble l'arsenal primitif de Yokosuka. C'est lui qui choisit de nouveaux emplacements, les proposa, et fit construire les arsenaux de Sasebo, près de Nagasaki et celui de Kure, près d'Hiroshima. Le Mikado et l'impératrice vinrent, à plusieurs reprises, assister, parrainer ou présider aux lancements des navires construits par Bertin à Yokosuka. Ce furent soixante-huit grandes unités ultra-modernes qui virent le jour, suivant les phases du programme et les plans de l'ingénieur français.
Dès lors qu'étaient créées en même temps une armée et une flotte puissantes, sur le modèle des forces militaires européennes, le Japon joua un rôle considérable en Asie. Les navires de Bertin, en particulier les croiseurs de 4 300 tonnes, constituèrent le noyau de la flotte japonaise de l'amiral Ito qui battit les escadres chinoises commandées par l'amiral Ting lors de la guerre sino-japonaise dans la célèbre bataille navale, au large de l'embouchure du Yalu, le 17 septembre 1894, à la frontière sino-coréenne.
Plus tard, pendant la guerre russo-japonaise, les 27 et 28 mai 1905, la flotte de l'amiral Zinovi Rojestvenski, qui était partie de Kronstadt pour l'Extrême-Orient et qui était l'espoir suprême de la Russie, fut anéantie par l'amiral Togo lors de la bataille de Tsushima près des îles éponymes entre l'île japonaise de Kyushu et la Corée. Grâce au travail d'Émile Bertin, la flotte japonaise ne comptait pas moins de 280 000 tonnes de déplacement à la fin de l'année 1893.

## Nombreux éloges sur l'œuvre considérable de Bertin au Japon
Grâce à Bertin, l'organisation administrative de la Marine impériale japonaise était frappante de ressemblance avec le schéma français, on retrouvait là des conseils avisés qui manifestaient le recours à des connaissances approfondies et du discernement. Aussi, lorsque le 23 janvier 1890, le ministre de la Marine du Japon, le comte Saïgo, voulut justifier les titres d'Émile Bertin qui était proposé pour le grade de 2e classe de l'ordre impérial du Soleil Levant, que l'empereur Mutsuhito daigna lui accorder, il fit écrire ce témoignage : «... Non seulement Louis Émile Bertin a établi les plans pour la construction de croiseurs et de garde-côtes de 1re classe, mais il a fourni des suggestions pour l'organisation de la flotte, la défense des côtes, la fabrication des canons de gros calibre, l'emploi des matériaux tels que le fer et le charbon. Émile Bertin n'a cessé de travailler à l'amélioration technique de la marine et les résultats de ses effets sont remarquables. Au moment où la marine japonaise montre sa puissance dans les eaux du Pacifique, le nom et le rôle d'Émile Bertin viennent naturellement à l'esprit. Profitant de ses leçons, ses élèves sont devenus, à leur tour, de grands maîtres... ».
Au cours de sa présence au Japon, Émile Bertin créa une marine moderne et développa très vite les arsenaux. À son départ, le monde entier le considérait comme le créateur de la marine militaire moderne japonaise, qui devait quelques années plus tard amener le Japon au rang des premières puissances navales mondiales. Bertin fut considéré par les Japonais eux-mêmes, à l'époque, comme le pionnier de cette évolution et le fondateur incontesté de la marine militaire japonaise. Émile Bertin, pendant ses quatre années au Japon, sera la seule personnalité occidentale de Tokyo à bénéficier de la présence, devant son domicile, d'une garde d'honneur de quatre policiers en grande tenue et d'un inspecteur, en civil. Une grande statue sur piédestal avait été placée à l'arsenal impérial de Yokosuka, arsenal qui fut totalement repensé et réorganisé par l'ingénieur français.
Aujourd'hui, un buste de Bertin, reconnaissance de son œuvre titanesque au Japon, se trouve sur la jetée du port de cette ville, située sur la baie de Tokyo.

## Directeur central des constructions navales françaises
À son retour en France, Émile Bertin jouissait d'une réputation internationale renforcée, avec un immense attrait que lui avaient valu ses innovations et réalisations au Japon.
Il allait pouvoir dorénavant, dans le domaine de la technologie navale, en faire bénéficier la France. Après de longues polémiques, il réussit à faire admettre les chaudières à haute pression à petits tubes (multitubulaires), dont l'usage s'est partout généralisé. Il gravit en cinq ans la hiérarchie du corps du génie maritime.
En 1890, à son arrivée en France, il fut nommé sous-directeur des constructions navales du port de Toulon puis, en 1891, nommé à la tête de la direction des constructions navales de Rochefort.
L'année 1892 le vit promu ingénieur général de deuxième classe du Génie maritime. Puis il fut nommé directeur de l'École d'application du Génie maritime où, malgré ses nombreuses occupations, il trouva le temps d'y professer des cours sur les machines à vapeur et les chaudières, avant d'être appelé en 1895 au ministère de la Marine comme directeur central des constructions navales françaises – direction du matériel, puis chargé de la section technique des constructions navales qu'il créa en 1897, année de sa promotion au grade d'ingénieur général de 1re classe du Génie maritime, un poste très important qu'Émile Bertin allait conserver dix ans jusqu'à ce qu'il atteigne la limite d'âge, et où il établit de très nombreux plans de bâtiments modernes. Il mit en vigueur des conceptions nouvelles et originales sur la puissance défensive des navires, dont la véritable réalisation résida dans des prototypes de navires de guerre qui figurèrent aux programmes navals soumis aux parlementaires et qui aboutirent à la création de l'importante flotte de cuirassés français.
Le cuirassé Henri IV de 9 000 tonnes fut ainsi mis en chantier en 1895 et lancé à Cherbourg en 1899 ; sous sa directive allaient être préparés avec application les projets de croiseurs cuirassés de 12 000 tonnes, la Jeanne d'Arc appartenant à cette série. Le Jules Ferry fut lancé à Cherbourg le 23 août 1903. D'autres séries de croiseurs de 7 000 à 12 000 tonnes allaient être étudiées : les Dupleix, Montcalm, Sully, Léon Gambetta, ainsi que la série des cuirassés de 15 000 tonnes type Patrie, puis République, Liberté, Démocratie, Justice, Vérité, etc. De même, il dressa de 1895 à 1905 les plans pour de très nombreuses unités : les plans des cuirassés à caissons blindés qui précédèrent les dreadnought, les plans des Kléber, Marseillaise, Jules Michelet, Victor Hugo, Condé, Amiral Aube, Dupetit-Thouars, les croiseurs Ernest Renan, Jurien de La Gravière, etc.
Émile Bertin, à la tête des constructions navales françaises pendant une décennie, conduisit la France, dès 1898, au deuxième rang des marines mondiales avec 400 000 tonnes, derrière la Grande-Bretagne (600 000 tonnes) mais très largement devant la Russie, l'Italie et l'Allemagne.

## Inventeur et créateur du Bassin d'essais des carènes à Paris
Grand patron du génie maritime, Bertin œuvra aussi, en vue de la création d'un bassin d'essais – boulevard Victor, à Paris – pour l'étude des carènes en modèles réduits (à une période où les essais de ce type n'étaient même pas envisagés). Le Bassin des carènes à Paris (rebaptisé DGA Techniques hydrodynamiques et déménagé à Val-de-Reuil en 2010) est le plus ancien laboratoire d'hydrodynamique et hydroacoustique navales au monde, depuis sa mise en service en 1906 ; son bassin de traction de 160 m de long était le premier et le plus grand au monde.
Émile Bertin présida un jury d'experts et félicita chaleureusement l'ingénieur Maxime Laubeuf pour avoir établi le plan général d'un torpilleur sous-marin à double coque, le Narval, premier submersible de valeur militaire qui fut lancé le 21 octobre 1899 à Cherbourg, dont Émile Bertin avait ordonné et suivi avec beaucoup d'intérêt la mise en chantier et les phases de la construction.
Il fut le cofondateur en 1900 avec Émile Guimet (1836-1918), et le premier Président, de la Société franco-japonaise de Paris, présidence qu'il garda jusqu'à la veille de son décès.
Bertin fut élu membre de l'Académie des sciences en 1903 et en devint président en 1922. En 1921, il devint membre de l'Académie de marine.
Dès mars 1905, sa retraite fut active car, durant sa carrière, la qualité des mémoires qu'il publia sur divers sujets d'ordre technique, les communications dont il fut l'auteur, avaient attiré l'attention sur lui et ses travaux. De nombreux pays l'appelèrent pour qu'il donne des conférences. Émile Bertin n'en continua pas moins à s'intéresser à l'ensemble d'expertises relevant de l'art naval, prolongeant l'influence exercée pendant plus de trente années sur la construction navale mondiale, par sa puissante personnalité. Son activité intellectuelle s'exerça sur toutes les questions intéressant la construction navale, mais aussi la grandeur de la marine française et de la France. Il présida la Société d'encouragement pour l'industrie nationale, (1909-1912) à la suite d'Édouard Gruner et précéda Léon Lindet.
En 1907, en qualité de commissaire général, il fut chargé de l'organisation de l'exposition maritime internationale de Bordeaux. Émile Bertin fut invité par l'amiral Ijūin Gorō (1852-1923) à dîner, le 1er août, à bord du cuirassé Tsukuba, navire-amiral, mouillé au Verdon avec le croiseur protégé Chitose, deux bâtiments de l'escadre japonaise envoyés de façon officielle par le Pays du Soleil Levant à Bordeaux. En 1893 déjà, il avait été détaché en mission à Chicago aux États-Unis pour l'exposition maritime internationale.
En 1914, année du début de la première guerre mondiale, il fait partie des cofondateurs de la "Ligue française" avec l'ancien ministre et chef d'entreprise André Lebon, l'historien Ernest Lavisse et le général Paul Pau .

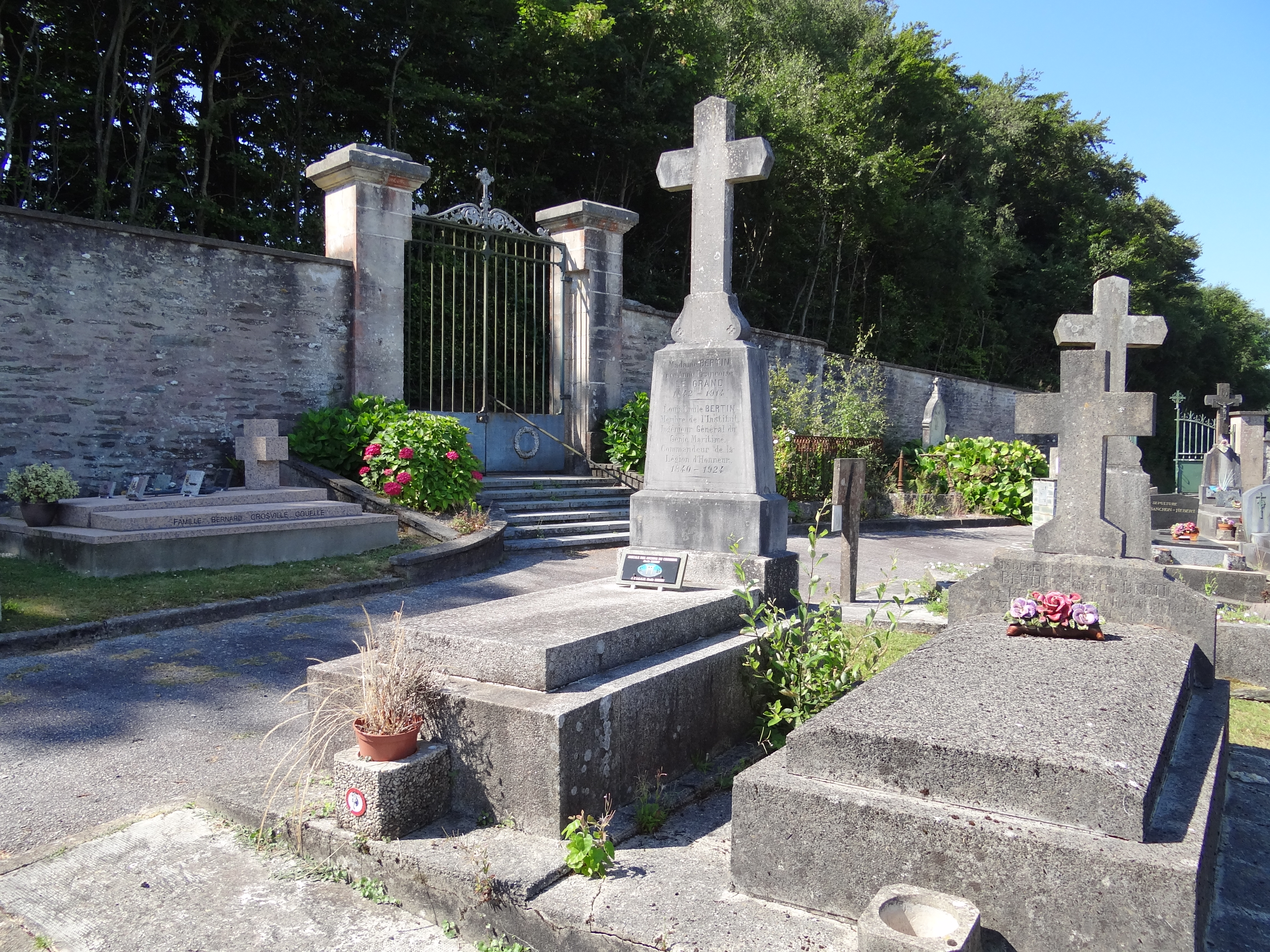
La tombe de Louis-Émile Bertin au cimetière de La Glacerie à Cherbourg-Octeville (Manche).

Émile Bertin meurt le 22 octobre 1924 à 84 ans. Il est inhumé au cimetière de La Glacerie, non loin de Cherbourg, dans la Manche.

## Distinctions

### Décorations françaises
- Commandeur de la Légion d'honneur.
- Officier de l'Instruction publique

### Décorations étrangères

#### Royaume de Grande-Bretagne
- Ordre du Service distingué

#### Empire du Japon
- Grand cordon de l'ordre du Soleil levant
- Grand-croix de l'ordre du Trésor sacré
- Officier de la Croix Rouge du Japon.

#### Empire de Russie
- Grand-croix de l'ordre de Sainte-Anne
- Grand-Croix de l’ordre de Saint-Stanislas.

#### Royaume d’Espagne
- Grand-croix de l’ordre du Mérite naval fondé par la reine Isabelle II d'Espagne le 9 août 1866.
- Officier de l’ordre d’Isabelle la Catholique.

#### Royaume d’Italie
- Commandeur de l'ordre de la Couronne d'Italie

#### Saint-Siège
- Grand-croix de l'ordre de Pie IX

#### Royaume de Belgique
- Officier de l'ordre de Léopold

#### Royaume des Pays-Bas
- Chevalier de l'ordre du Lion néerlandais

#### Royaume de Norvège
- Chevalier de 1re classe de l'ordre de Saint-Olaf

#### Royaume de Perse
- Commandeur de l'ordre du Lion et du Soleil.

#### Royaume du Portugal
- Grand-croix de l'ordre du Christ

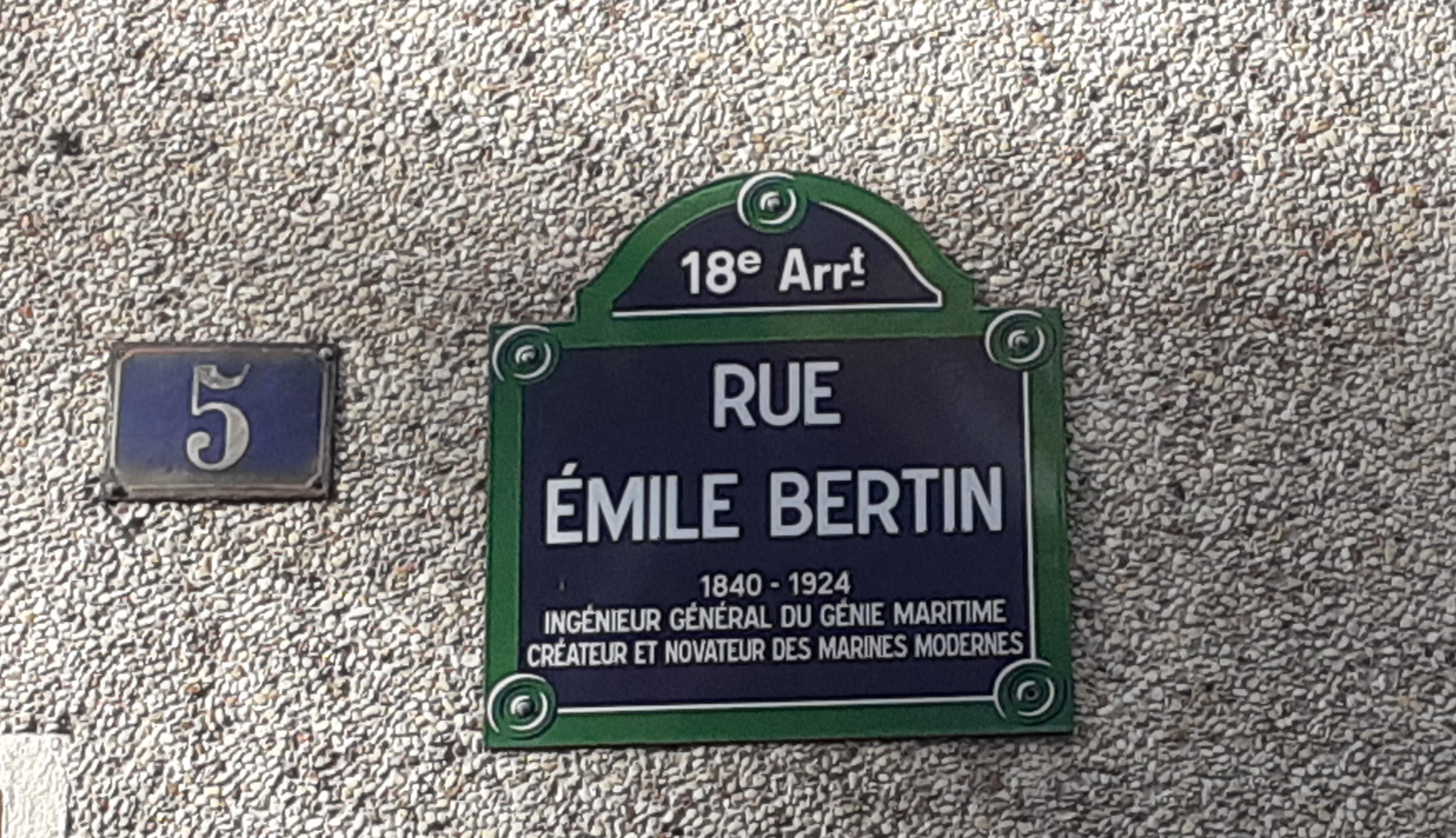
rue Émile Bertin, à Paris.

Voies publiques nommées d'après-lui : 
- à Paris, la rue Émile-Bertin, dans le 18e arrondissement, une rue nouvellement créée sur l'ancienne enceinte de Thiers en 1934
- à Nancy (sa ville natale), une rue du centre-ville
- à Brest
- à Montpellier
- à La Glacerie commune de la Manche.

## Hommages

### CroiseurÉmile Bertin
La marine française donna son nom à un croiseur léger, Émile Bertin, une unité de 6 000 tonnes, lancé le 9 mai 1933. Au cours de ses essais, il atteignit la vitesse de 42 nœuds (plus de 77 km/h) ce qui faisait de ce croiseur, le plus rapide du monde et le plus racé de la marine française. Devant le président de la République Albert Lebrun, Georges Leygues, ministre de la Marine, au cours du banquet qui précéda le lancement, après avoir retracé la brillante carrière d'Émile Bertin conclut en disant : « …Son œuvre a porté haut et loin le prestige de la France. Il est de la lignée des Sané, des Dupuy de Lôme et des de Bussy, il a renoué et maintenu la tradition des grands architectes navals de Colbert… ». Le croiseur Émile Bertin participa activement au débarquement de Provence et se couvrit de gloire avec pour commandant le capitaine de vaisseau Paul Ortoli, compagnon de la Libération.

### Pétrolier-ravitailleurÉmile Bertin
La marine française a donné son nom à un bâtiment ravitailleur de forces dont la mise en service est prévue pour 2025. La série de 4 navires honore des ingénieurs maritimes, l'Émile Bertin (pétrolier-ravitailleur) en étant le 3e bateau.

## Citations
- Discours du représentant officiel de l'Académie des sciences qui honorait la mémoire de Louis, Émile Bertin, en 1934 : « …Louis, Émile Bertin fut un Français, qui voyagea, et qui porta au loin l'intelligence et la sensibilité françaises. Cet homme à la stature modeste, au cerveau puissant et au cœur grand, se donna tout entier à une œuvre gigantesque. Aussi les liens précieux qu'il noua entre le Japon et la France furent autant que techniques, intellectuels et sentimentaux ; comme tels, ils défient l'injure du temps… ».
- Discours de son excellence monsieur Sato, ambassadeur du Japon, lors d'une réunion, le 24 mai 1935 à Paris, en l'honneur de Louis-Émile Bertin : « …Lorsque Bertin partit pour le Japon à la fin de l'année 1885, il avait déjà derrière lui un brillant passé d'ingénieur et de savant. Ses travaux sur la ventilation, puis sur la stabilité des navires, l'admirable invention du cloisonnement, adopté dès cette époque sur dix-sept navires de différentes nations, lui avait valu une belle réputation, en même temps que l'estime de son grand prédécesseur, Dupuy de Lôme et les distinctions qui avaient ouvert sa carrière académique. Mais peut-être puis-je dire que la mission de Bertin au Japon allait lui permettre de donner pleinement toute la mesure de son immense talent dans la création de notre marine… Il fit bénéficier nos marins de ses conseils dans un grand nombre de domaines qui furent toujours accueillis avec déférence et gratitude, mais avec la pleine adhésion de l'esprit et du cœur; car Émile Bertin avait su gagner la confiance de tous les Japonais qui le rencontrèrent… »
- « Louis, Émile Bertin le meilleur ingénieur naval de la IIIe République a doté le Japon d'une marine de guerre moderne », phrase qui fut prononcée le vendredi 11 avril 2008 à Tokyo devant Leurs Altesses Impériales l'empereur Akihito et son épouse l'impératrice Michiko Michiko Shōda du Japon au cours de l'allocution du Premier ministre français, François Fillon, à l'occasion de la réception en honneur du 150e anniversaire des relations franco-japonaises. Les premières relations diplomatiques franco-japonaises ont été établies en 1858 par la signature à Yedo (Tokyo) d'un traité de paix, d'amitié et de commerce.
- Le ministre Hirotaka Watanabe, directeur du Service culturel et d’information à l’ambassade du Japon, à Paris, professeur de l’université des langues étrangères de Tokyo et président de l’Association  franco-japonaise des sciences politiques, assiste à la conférence donnée - le vendredi 17 octobre 2008, dans le cadre du calendrier officiel  du 150e anniversaire des relations franco-japonaises - par Hervé Bernard, historien de marine, arrière-petit-neveu d’Émile Bertin, intitulée : « Ambassadeur au pays du Soleil-Levant dans l’ancien empire du Japon - l’émergence de l’une des premières puissances maritimes du monde » - dans les salons de l’Hôtel Radisson, à Biarritz.

## Principales publications
Émile Bertin est l'auteur de plus de cinquante ouvrages ou mémoires scientifiques et techniques, notamment :
- Étude sur la ventilation d'un transport écurie (1873)
- Étude sur le principe des vols d'oiseaux (1874)
- Données théoriques et expérimentales sur les vagues et le roulis (1874)
- La Marine à vapeur de guerre et de commerce (1875)
- Fondation de l'ancien port de Cherbourg (1879)
- La Théorie des vagues (1881)
- État actuel de la marine de guerre (1893)
- Les Grandes Guerres civiles du Japon. Les Minamoto et les Taïra, les Mikados et les Siogouns (1136-1392). Précédé d'une introduction sur l'histoire ancienne et les légendes (1894), couronné en 1896 par l'Académie française, 422 pages
- La Marine des États-Unis d'Amérique (1896) Texte en ligne
- Chaudières marines (1896), 725 pages qui firent autorité et les ingénieurs s'y référeront longtemps avec profit – cours de machines à vapeur professé à l'École d'application du génie maritime – Texte disponible en ligne sur LillOnum
- Évolution de la puissance défensive des navires de guerre, avec un complément concernant la stabilité des navires (Berger-Levrault, 1907)
- La Marine moderne, ancienne histoire et questions neuves, 1re édition, Flammarion, Bibliothèque de philosophie scientifique 1910 – 2e édition, 1914
- Étude sur le droit international et la guerre navale. Les croisières et le blocus. Les sous-marins (1915)
- Les Navires neutres et les sous-marins allemands (1917)
- La Marine de commerce (1918), etc.

Émile Bertin rédigea aussi pour le Bulletin de la Société franco-japonaise qu'il créa des études sur : l'Histoire du Netsuke (octobre à décembre 1922), sur Le vieux Japon (parue d'avril à juin 1921), sur Le Japon avant la Féodalité militaire (juin 1907) et de très nombreuses autres études sur le Japon ancien, médiéval et du nouveau régime.